# Payobasung
Payobasung is een bestuurslaag in het regentschap Payakumbuh van de provincie West-Sumatra, Indonesië. Payobasung telt 1934 inwoners (volkstelling 2010).